# 井上ヨシマサ
井上 ヨシマサ（いのうえ ヨシマサ、1966年7月18日 - ）は、日本の作曲家、編曲家、シンガーソングライター、音楽プロデューサー、大阪芸術大学演奏学科客員教授。東京都出身。

## 来歴

### 生い立ち
6歳からピアノでクラシックを習う。小学4年生の時にビッグバンド（東京ニイニイゼミ・ポップス・オーケストラ）に入団、ジャズの基礎を学ぶ。

### 『コスミック・インベンション』としてデビュー
1979年、テクノポップバンド『コスミック・インベンション』のメンバーとして、本名の井上能征（読み同じ）名義でビクター音楽産業からメジャー・デビュー。アイドル的な楽曲や活動に抵抗を感じ、在籍時から作曲を始める。
1980年12月、YMOの日本武道館公演のオープニングアクトを務める（豊武能征名義）。
1982年、コスミック・インベンション解散。

### 作曲家としての活動
1985年、コスミック・インベンションの担当ディレクターが同じ田村充義だった縁で、小泉今日子のアルバム『Flapper』に楽曲提供。井上 ヨシマサ名義で作曲家活動を開始。「（当時の）アイドルと同世代の作曲家」として注目を集める。小泉とは1987年のシングル「Smile Again」の作曲、1989年のアルバム『ナツメロ』の編曲、小泉がテレビ番組で「学園天国」を披露する際に野村義男らと共にバックバンドとして出演するなど関わりが深い。
1986年、テレビアニメ『光の伝説』（テレビ朝日）にて伊藤つかさと共に声優を務めた。挿入歌の歌唱も自身が担当した。
1987年、アルバム『JAZZ』をビクター音楽産業から発売。
1988年、荻野目洋子に楽曲提供した「スターダスト・ドリーム」がオリコンチャートの週間シングルチャートで自身初となる1位を獲得。
1990年、マニピュレーターの久保幹一郎と音楽ユニット『ATOM』を結成。きっかけは音色選び、ミックスダウンに至るまで聞こえる音は全て編曲の一部との解釈からだという。ミキシングからマスタリングまで自分達の手で手掛け、中山美穂や光GENJIなどの作品を井上が作曲する。その他にアンナ・バナナとのユニット『RHYTHM Remedyz』（リズム レメディズ）も結成。
1995年、インディーズでミニ・アルバム『SAVE4U』を発表。
2004年、レオパレス21のCM曲「それぞれの夢」を作詞・作曲。初期ヴァージョンは自らが歌唱しており、その後も、郷ひろみ・Mi・藤原紀香・ジュレップス・ENAなどがシンガーを務めている。

### AKB48に楽曲を提供
2005年、秋元康から依頼を受け、グループ創設時からAKB48の楽曲の作曲・編曲を担当。同年以降、AKB48の活動に深く関わることになる。「制服が邪魔をする」はAKB48のメジャーデビュー後初のTOP10入り作品となり、2008年10月発売の「大声ダイヤモンド」は初のTOP3入り作品となる。
2009年10月、AKB48に提供した「RIVER」がオリコン週間シングルチャートで1位を獲得。翌年には「Beginner」がミリオンセラーを記録し、2010年度オリコン年間シングル・チャートでも1位を記録した。

### 『よすす』名義で活動開始
2012年、それまで公式サイトやブログなどインターネット上で自身の情報を発信する場を設けていなかったが、AKB48や秋元が利用しているGoogle+にアカウントを作成。秋元が名付けた『よすす』名義で、動画の投稿なども行うようになる。翌2013年に公式サイトを設立。
2012年12月30日、AKB48に提供した「真夏のSounds good !」が第54回日本レコード大賞を受賞。
2015年7月、『それぞれの夢〜井上ヨシマサ30周年記念アルバム〜』（キングレコード）および自叙伝『神曲ができるまで』（双葉社）を発表。
2016年6月、1987年に発売した1stアルバム『JAZZ』が復刻。その後生配信アプリに於いて、曲作りや歌入やレコーディングなども披露するようになる。その中の1曲「花占い」は2017年2月発売。SKE48のアルバム『革命の丘』に収められた。
2019年4月、ダンス&ヴォーカルユニット「卒業☆星」プロデュース。
2019年4月、大阪芸術大学演奏学科客員教授に就任。
2019年、東京2020 聖火リレー公式BGMを制作。
2022年、港区立芝浜小学校校歌を作詞作曲する。

## 主な作曲・編曲

### あ行
- 我妻佳代
  - プライベートはデンジャラス（作曲、1987年）
- 浅香唯（すべて作曲）
  - TRUE LOVE
  - きっと…いつか
  - GO! GO! 90'S（以上、1989年）
- 朝川ひろこ
  - 不思議なサリー（作曲、1989年）
- 安倍麻美
  - きみをつれていく（編曲、2003年）
  - 情熱セツナ（作曲・編曲、2004年）
- アンナ・バナナ
  - KA-CHI-KAN（編曲、1989年）
- 石田ひかり
  - エメラルドの砂（作曲、1987年）
- 伊藤美紀（すべて作曲）
  - 小娘ハートブレイク
  - 哀愁ピュセル
  - UBU（以上、1987年）
  - 誘惑88
  - しゃきしゃきビーチタウン（以上、1988年）
- イ・ビョンホン
  - いつか（作曲・編曲、2008年）
  - 接吻の指輪（作曲・編曲、2008年）
- 上戸彩
  - Smile for...（編曲、2009年）
- AKB48（すべて作曲・編曲）
  - 制服が邪魔をする
  - Virgin love
  - シンデレラは騙されない
  - 誰かのために -What can I do for someone?-
  - 軽蔑していた愛情
  - 涙売りの少女
  - 泣きながら微笑んで
  - 花と散れ!
  - 僕の太陽
  - ビバ!ハリケーン（以上、2007年）
  - ヒグラシノコイ
  - デジャビュ
  - 大声ダイヤモンド
  - 生きるって素晴らしい（以上、2008年）
  - 10年桜
  - 命の使い道
  - 涙サプライズ!
  - 長い光
  - JK眠り姫
  - ハート型ウイルス
  - ツンデレ!
  - Switch
  - To be continued.
  - 飛べないアゲハチョウ
  - RIVER（以上、2009年）
  - 盗まれた唇
  - ☆の向こう側
  - Beginner（以上、2010年）
  - Everyday、カチューシャ
  - これからWonderland（以上、2011年）
  - 真夏のSounds good !
  - なんてボヘミアン
  - ドレミファ音痴
  - UZA（以上、2012年）
  - 今度こそエクスタシー
  - 強さと弱さの間で（以上、2013年）
  - 今日までのメロディー
  - セーラーゾンビ
  - 希望的リフレイン（以上、2014年）
  - ハロウィン・ナイト
  - さよならサーフボード
  - 君を君を君を…（以上、2015年）
  - Set me free
  - 星空を君に（以上、2016年）
  - サステナブル
  - モニカ、夜明けだ（以上、2019年）
  - カラコンウインク（2024年）
  - 恋 詰んじゃった（2024年）
- SKE48（作曲・編曲）
  - 片想いFinally（2012年）
  - Escape（2013年）
  - 花占い（2017年）
- NMB48（作曲・編曲）
  - カモネギックス（2013年）
  - Done（2023年）
- HKT48（作曲・編曲）
  - メロンジュース（2013年）
  - Buddy（2015年）
- 小川範子
  - 夏色の天使（作曲、1989年）
- 荻野目洋子
  - スターダスト・ドリーム（作曲・編曲、1988年）
- おニャン子クラブ
  - ONE WAY ROAD（作曲、1987年）

### か行
- 貴島サリオ
  - 芸能界でよかった（作曲、1992年）
  - In Salah -赤い砂-（作曲、1993年）
  - 私達の時代（作曲、1995年）
  - 愛が愛であふれてる（作曲、1995年）
  - Door（作詞・作曲、1995年）
  - Search（井下さおり名義　作詞・作曲・編曲、1997年）
  - Spicily（井下さおり名義　作詞・作曲・編曲、1997年）
  - これから（井下さおり名義　作詞・作曲・編曲、1997年）
  - Idiot（井下さおり名義　作詞・作曲・編曲、1997年）
  - 時にはあきらめたりしたい（井下さおり名義　作詞・作曲・編曲、1997年）
  - Foolish（井下さおり名義　作詞・作曲・編曲、1997年）
  - Root（井下さおり名義　作詞・作曲・編曲、1997年）
- 喜友名星
  - タイトロープ（作曲、2003年）
- CHEMISTRY
  - 最期の川（作曲、2007年）
- 小泉今日子 （すべて作曲）
  - Someday （1985年）
  - Smile Again
  - 天使になりたい
  - ベルベットボイスな夜（以上、1987年）
- 郷ひろみ
  - きみに、ありがとう（作曲・編曲、2000年）
  - バックステージ（作詞・作曲・編曲、2016年）
  - JAN JAN JAPANESE（作詞[注釈 2]・作曲・編曲、2019年）
  - 思い描いた場所に、君がいられますように…（作詞・作曲・編曲、2019年）

### さ行
- SAY・S
  - クレヨンで描いたタイムマシン（作曲、編曲：ATOM、1992年）
- 坂上香織（すべて作曲）
  - Privacy
  - 不思議なオルゴール
  - わがままな空模様（以上、1988年）
  - もう一度振り向いて（1989年）
- 佐藤健太
  - 高速戦隊ターボレンジャー（作曲、1989年）
  - ジグザグ青春ロード（作曲、1989年）
- 沢田研二
  - Muda（作曲、1989年）
- 島田奈美
  - タンポポの草原（作曲・編曲、1988年）
  - MOONLIGHT WHISPER（作曲、1988年）
- 清水香織
  - Blue Letter（作曲・編曲、1987年）
- 下川みくに（すべて編曲）
  - BELIEVER 〜旅立ちの歌〜
  - 2000EXPRESS（以上、1999年）
- 少年隊
  - PGF（作曲、1995年）
  - EXCUSE（作曲、1993年）
  - 愛は強いはずなのに（作曲、1993年）
  - お好み焼き（作詞・作曲、1993年）
- 卒業☆星（井上ヨシマサプロデュースによるユニット）（すべて作曲）
  - STYLE OF LOVE
  - Frontier
  - ちょっと黙ってチキンハート
  - 今夜は眠れない
  - 親友
  - What your planet
  - Mo fun!
  - Don't let me down
  - OR
  - だったらRight now
  - Music Delivery
  - Come back to me（以上、2019年）
  - Happy End（2020年）

### た行
- タッキー&翼
  - シーサイドロマンス（作曲・編曲、2011年）
- ダウンタウン
  - Friends（作曲、1988年）
- 田原俊彦
  - KID（作曲、1987年）
- 田村英里子
  - 最後に教えて（作曲・編曲、1992年）
- 田山真美子
  - 青春のEVERGREEN（作曲、1989年）
  - 春風のリグレット（作曲、1990年）
- TOKIO
  - Oh! Heaven（作詞[注釈 3]・作曲・編曲、1999年）
- とんねるず
  - クラッキー（作曲、1994年）[注釈 4]
- 立花理佐　
  - 17％のKISS（作曲　1987年）

### な行
- 中山美穂
  - Rosa（作曲、編曲：ATOM、1991年）
  - Mellow（作曲・編曲、1992年）
  - True Romance（作曲、1996年）
  - A Place Under the Sun（作曲・編曲、1999年）
- 西村知美
  - Blueberry Jam（作曲・編曲、1988年）
- ノースリーブス
  - Lie（作曲・編曲、2010年）
  - いーんじゃね?（作曲・編曲、2013年）

### は行
- パール兄弟（すべて作曲）
  - 秒速ラブ
  - ラティン・マン（以上、1992年）
- 橋幸夫
  - 君の手を（作曲、2018年）
- 東山紀之&亀淵友香
  - ジュエル（作曲、1991年）
- 光GENJI
  - Diamondハリケーン（作曲、1988年）
  - バラードにリボンをかけて（作曲、1990年）
  - DANCE ALONE（作曲、1991年）
  - KICK THE EARTH（作詞・作曲、1991年）
- 広瀬香美
  - 恋のベスト10（編曲、1999年）
  - GIFT（編曲、2006年）
- 福田沙紀
  - 幸せのテレパシー（編曲、2005年）
- ブランニュービスケッツ
  - partner"S"（作曲・編曲、2001年）

### ま行
- 松本伊代
  - 淋しさならひとつ（作曲、1988年）
- 松田聖子
  - 恋の魔法でCatch Your Heart（作曲、1989年）
- 三浦秀美（すべて作曲）勇者エクスカイザー主題歌
  - Gather way
  - これからのあなたへ（以上、1990年）
- 水谷麻里
  - バカンスの嵐（作曲、1987年）
- 都はるみ
  - 想いのままに（作詞[注釈 5]・作曲、1991年）
- 森川美穂（すべて作曲）
  - ブルーウォーター（1990年）
  - LOVIN' YOU（1991年）
  - Boys ＆ Girls（1991年）
  - 0時の鐘が鳴るだろう（2021年）
- 森口博子
  - PUZZLE（作曲・編曲、2010年）

### や・ら・わ行
- 山口弘美
  - つよがり（作曲、1989年）
- 山下久美子
  - あの桜の木の下で永遠に（作曲、2004年）
- YOU
  - 私が最近想うこと（作曲、1995年）
- ゆうゆ
  - 左胸あたり（作曲・編曲、1988年）
  - もう一度ピーターパン（作曲、1989年）
- 吉田朋代
  - まぶしい瞳（作曲、編曲：ATOM、1994年）
- 楽天使
  - 天使たちのシンフォニー（作曲、1989年）
- 渡辺真知子
  - 哀愁トラベラー（編曲、1988年）
- 渡辺美奈代
  - 恋愛紅一点（作曲・編曲、1989年）
  - ピチカート・プリンセス（作曲、編曲：ATOM、1990年）
  - Hanakoの結婚（作詞・作曲・編曲、1991年）

### CMソング他
- レオパレス21CMソング「それぞれの夢」（作詞・作曲・編曲）※初期バージョンは自ら歌唱
  - 井上の歌唱するバージョンは、『それぞれの夢〜井上ヨシマサ30周年記念アルバム〜』『心と耳にのこるCMのうた』に収録されている。

## CD

### シングル
- 「前ノリ」（2012年11月30日）

### アルバム
- 『JAZZ』（1987年2月21日、ビクター）
  - 収録曲：ブルーボーイに赤いバラ／Saturday Night／ロマンチーク 〜君はフラメンコ〜／赤と金のツイスト／シルヴィーの涙／波に乗ったペーパームーン／悲しきブールバード／オルゴールの枯葉／Slow Dancer／ラブレターは誕生石（エメラルド）で
  - 初のアルバム。全作曲を自身が担当。作詞で川村真澄、編曲で清水信之、演奏に原信夫とシャープスアンドフラッツが参加。
  - 「赤と金のツイスト」は田原俊彦への提供曲「KID」のセルフカバー。「Slow Dancer」は、小泉今日子への提供曲のセルフリメイク版で、小泉が「美夏夜」名義で作詞した楽曲。
- 『それぞれの夢〜井上ヨシマサ30周年記念アルバム〜』（2015年7月29日、キングレコード）
- 『宅配Live Music Vol.1』（2017年10月25日、配信限定）
- 『再会 ～Hello Again～』（2024年7月17日、キングレコード）
- 『井上ヨシマサ48G曲セルフカヴァー』（2025年2月19日、キングレコード）

## ライブ
- ぐぐたす民の集い（2012年4月28日、六本木BeeHive）
- ぐぐたす民 よすすの前ノリ前夜祭（2012年8月23日、六本木BeeHive）
- えっ!出しちゃったの!!ぐぐたす民の集いVol.3（2012年11月30日、六本木BeeHive）
- ぐぐたす民の集いvol.4 「魂売ります」（2013年4月7日、六本木BeeHive）

## テレビ出演

### アニメ
- 光の伝説（1986年5月 - 9月、朝日放送） - 夏川真生 役[4][9]

### バラエティ
- 日曜×芸人（2012年8月19日、テレビ朝日）レオパレス21のCMソング「それぞれの夢」を歌唱
- AKB48 ネ申テレビ シーズン19（2015年8月23日、ファミリー劇場） -「DOCUMENTARY OF AKB48 STAFF No Flower Without Pain 〜中年たちは腰痛の先に何を見る?〜」[注釈 6]

### ドキュメント
- 密着! 秋元康 2160時間 〜エンターテインメントは眠らない〜（2013年2月11日、NHK BSプレミアム）